# Igor Zeiger
 (avril 2024).
La mise en forme du texte ne suit pas les recommandations de Wikipédia : il faut le « wikifier ».
Les points d'amélioration suivants sont les cas les plus fréquents. Le détail des points à revoir est peut-être précisé sur la page de discussion.
- Les titres sont pré-formatés par le logiciel. Ils ne sont ni en capitales, ni en gras.
- Le texte ne doit pas être écrit en capitales (les noms de famille non plus), ni en gras, ni en italique, ni en « petit »…
- Le gras n'est utilisé que pour surligner le titre de l'article dans l'introduction, une seule fois.
- L'italique est rarement utilisé : mots en langue étrangère, titres d'œuvres, noms de bateaux, etc.
- Les citations ne sont pas en italique mais en corps de texte normal. Elles sont entourées par des guillemets français : « et ».
- Les listes à puces sont à éviter, des paragraphes rédigés étant largement préférés. Les tableaux sont à réserver à la présentation de données structurées (résultats, etc.).
- Les appels de note de bas de page (petits chiffres en exposant, introduits par l'outil «  Source ») sont à placer entre la fin de phrase et le point final[comme ça].
- Les liens internes (vers d'autres articles de Wikipédia) sont à choisir avec parcimonie. Créez des liens vers des articles approfondissant le sujet. Les termes génériques sans rapport avec le sujet sont à éviter, ainsi que les répétitions de liens vers un même terme.
- Les liens externes sont à placer uniquement dans une section « Liens externes », à la fin de l'article. Ces liens sont à choisir avec parcimonie suivant les règles définies. Si un lien sert de source à l'article, son insertion dans le texte est à faire par les notes de bas de page.
- La présentation des références doit suivre les conventions bibliographiques. Il est recommandé d'utiliser les modèles {{Ouvrage}}, {{Chapitre}}, {{Article}}, {{Lien web}} et/ou {{Bibliographie}}. Le mode d'édition visuel peut mettre en forme automatiquement les références.
- Insérer une infobox (cadre d'informations à droite) n'est pas obligatoire pour parachever la mise en page.

Pour une aide détaillée, merci de consulter Aide:Wikification.
Si vous pensez que ces points ont été résolus, vous pouvez retirer ce bandeau et améliorer la mise en forme d'un autre article.
Pour les articles homonymes, voir Zeiger.
Igor Zeiger, né le 16 avril 1977 en Ouzbékistan, est un artiste et conservateur italo-israélien.

## Biographie
Igor Zeiger est né en 1977 à Tashkent, En Ouzbékistan. Il est diplômé de l'Université des technologies de l'information de Tachkent avec une maîtrise en communication. Il a immigré en Israël en 2000, vivant d'abord au kibboutz Ramat HaShofet, puis à Rehovot et s'installant à Tel Aviv En 2011. Il passe son temps en alternance et travaille en Italie et à Jaffa.

### Carrière
Igor Zeiger commence la photographie documentaire en autodidacte. Il étudie à l'école de photographie Studio Gavra dans la classe de Sagit Zluf Namir, dont il obtient son diplôme en 2012. Ses mentors comprennent David Adika, Gaston Zvi Ickowicz et Nissan N. Perez. En avril 2015, sa photographie a été publiée en couverture du magazine "Israel Lens", prédécesseur du "Lens Magazine" international. En 2016, une de ses photographies est choisie comme photo d'affiche du film documentaire de Paco Anselmi "Karam: A Matter Of Karma", projeté au TLVFest. Zeiger est membre de la Royal Society of Arts. Il est également membre de l'Association israélienne des artistes visuels et de la Royal Photographic Society. En 2018, il cofonde la coopérative artistique Beam Collective avec deux de ses confrères artistes, Maria Rosenblatt et Erica Tal-Shir.
Les œuvres de Zeiger sont publiées dans plusieurs magazines et journaux à travers le monde, notamment Haaretz, Calcalist, Sky Arte Italia, Devour Madrid, Israel Lens, Lens Magazine, Noviny Kraje et The North American Post, Lidové noviny, Queer.de.

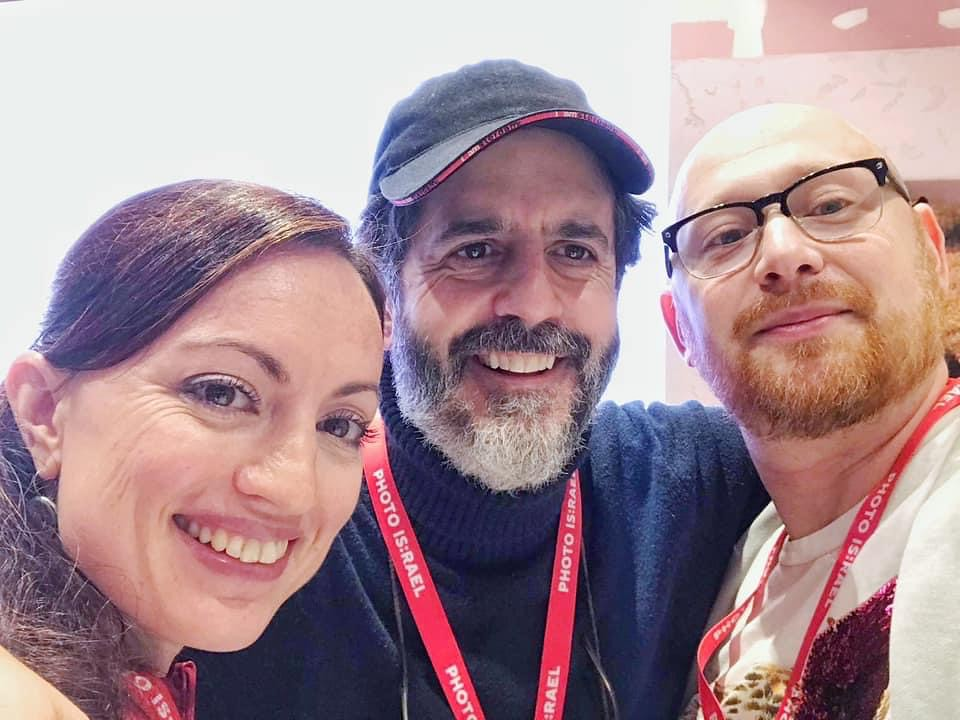
Maria Rosenblatt (à gauche), Alec Soth (au centre) et Zeiger lors de l'ouverture du Festival international de photographie 2019 en Israël

## Expositions

### Solo
- 2015 "Same as You" : Galerie municipale "Mazeh 9". Tel Aviv[6].
- 2017 "Photography clarifies a place". Organisé par David Adika et Gaston Zvi Ickowicz . Photo : Israël 2017, Tel Aviv[7].
- 2021 “Month of Photography Denver”, Biennale. Centre des arts photographiques du Colorado, Denver, Colorado, États-Unis
- 2021 "Modern Renaissance". Photo : Israël 2021 . Organisé par Ivar van Emden. Tel Aviv[8].
- 2023 "Harlem Angels" Galerie "Irrational Light". Catane, Italie

### Groupe

#### 2014
- “Picture Peace”. Galerie Cercle 1. Berlin, Allemagne[9].
- “Picture Peace”. Centre culturel juif arabe Beit-HaGefen, Haïfa, Israël[10].

#### 2015
- "Another". Organisé par Shenhav Levi. Galerie Gan Meir. Centre communautaire LGBT municipal de Tel Aviv, Tel Aviv[11].
- "Beauty Where You Find It". Organisé par Connie et Jerry Rosenthal. Galerie "LightBox", Astoria, Oregon, États-Unis[12].

#### 2016
- "Postage Required". Vermont Center for Photography. Brattleboro, Vermont, États-Unis [13]
- "Secret Art". "Meni House" - Musée Bank Leumi. Tel Aviv[14].
- "Books, gentlemen...books". Organisé par Hanita Elizur. Galerie "Green House", Université de Tel Aviv, Tel Aviv.
- "Intervals". Galerie d'art Minshar. Tel-Aviv[15]
- "Foodprocessor - food as a tool of sending a message". Organisé par Dalit Merhav, Galerie "Sarona Art", Tel Aviv[16]
- "Shades of gray:  perspective of an old age". Organisé par Hanita Elizur. La Nouvelle Galerie. Institut d'art de Bat Yam. Bat Yam. Israël
- “Imagination 2016”. Exposition d'art contemporain israélien, Bank Hapoalim Art Center, Tel Aviv.
- "Traces of real". Organisé par Doron Furman. Galerie "Centrale". Tel-Aviv[17]

#### 2017
- "Abject Art". Organisé par Doron Furman. Galerie centrale . Tel-Aviv[18]
- "Secret Postcard" Project. Fresh Paint 7 Art Fair. Tel Aviv
- "Books, gentlemen...books". Organisé par Hanita Elizur. Bibliothèque et galerie de la Faculté des sciences sociales, Université de Tel Aviv, Tel Aviv.

#### 2018
- "Queer Performance: From Gilbert & George to the Present Day". Dans le cadre du regroupement d'expositions "Dangerous Art" organisé par Svetlana Reingold . Musée d'art de Haïfa[19]
- "World Fair", Musée d'art de Canton, Canton, Ohio, États-Unis
- "Secret Postcard" Project. Foire d'art Fresh Paint 8. Tel-Aviv[20]
- "From nine to five". Organisé par Hanita Elizur. Galerie de la Maison des Artistes. Rishon LeZion, Israël
- "Nope, still can't see any difference". Organisé par Olga Yerushalmy-Sorokin. Galerie Abrahams. Tel Aviv[21],[22].

#### 2019
- "Barbarians: a censorship archive". Centre de recherche artistique Mamuta à Hansen House, Jérusalem[23], [24]
- "From nine to five". Organisé par Hanita Elizur. Bibliothèque et galerie de la Faculté des sciences sociales, Université de Tel Aviv, Tel Aviv[25]
- "Facade". Organisé par Doron Furman. Galerie centrale . Tel-Aviv[26]
- "Impersonation". Organisé par Doron Furman. Galerie centrale . Tel Aviv
- "Sexy Summer in Little Tel Aviv". Organisé par Yohanan Cherson. Galerie Ben Ami. Tel-Aviv[27]
- "Between Eros and Nudity". Organisé par Olga Yerushalmy-Sorokin et Ksenia Nazarov. Galerie Abrahams. Tel Aviv.
- "Standart Deviation". Organisé par Sagit Zluf Namir . Photo : Israël 2019, Tel Aviv[28].

#### 2020
- “Art in Quarantine“. Organisé par Diogo Marques. Projet « Wr3ad1ng d1g1t5 ». Lisbonne. Portugal[29]
- “Art in Isolation“. Musée d'art du Dakota du Nord . Grand Forks, Dakota du Nord, États-Unis
- "Re-volver". Organisé par Luíza Marcolino. Galerie des Beaux-Arts. Université fédérale du Minas Gerais. Belo Horizonte, Brésil
- "PO-MO II". Organisé par Hikmet Şahin. Galerie d'art. Faculté des beaux-arts. Université de Selçuk . Konya, Turquie.
- "Reconstruct". Organisé par Lars Deike et Richard Schemmerer. Galerie "Pride Art Atelier". Berlin. Allemagne[30].
- "Art Thru The Lens". Centre d'art Yeiser. Paducah, Kentucky, États-Unis
- eSSeRCi SeNZa eSSeRCi 2020 (XIIIe édition). Centre d'art contemporain et de photographie « Dada Boom ». Viareggio, Lucques, Italie

#### 2021
- “Twenty of Pandemics and other demons“, Musée d'art d'Aguadilla y del Caribe, Porto Rico
- "Either Way", organisé par Olga Yerushalmi et Ksenia Nazarov. Galerie Centrale d'Art Contemporain . Tel-Aviv, Israël
- "The Haifa Way: 70th Anniversary of Haifa Museum of Art". Musée d'art de Haïfa, Israël[31].
- "Stone, paper, scissors and other non-childish games". Organisé par Olga Yerushalmy-Sorokin et Ksenia Nazarov. Galerie Abrahams. Tel-Aviv[32]
- "Référence". La Culture Initiative. Centre Amiad. Jaffa. Organisé par Itay Blaish[33],[34].
- "Nature: Morte?". Galerie collective Beam. Jaffa. Organisé par Erika Tal-Shir[35].

#### 2022
- “Cloister”, organisé par le Dr Christian Seipel, Klostergalerie Museum, Zehdenick, Allemagne
- “Through My Eyes“, organisé par Yana Gorelik. Galerie Abrahams. Tel Aviv
- “Anything goes…“, « Flood Gallery », Black Mountain, Caroline du Nord, États-Unis.
- "Nudus", Le Gallerium, Toronto, Canada.
- "Self Portrait", Uppsala Konstnärsklubb, Uppsala, Suède.
- "Two Truths and One Lie", organisée par Ksenia Nazarov et Olga Yerushalmy. Galerie Abrahams. Tel Aviv
- "Body Pride", organisé par Erez Bialer. Galerie d'art Pan[36].
- "Call for Action", organisé par Eyal Landesman et Ya'ara Raz Haklai. Photo : Israël 2022, Tel Aviv[37].
- “Imagination 2022”. Exposition d'art contemporain israélien, Bank Hapoalim Art Center, Tel Aviv[38].

#### 2023
- "Call for Action", organisé par Eyal Landesman et Ya'ara Raz Haklai. Photo:Israël 2022, Eilat, Israël[37].
- "The Copernicus World", organisé par Zlatko Krstevski, Centre d'arts visuels VIZANT, Prilep, Macédoine du Nord
- "Ephemeral in Art", organisé par Thanassis Raptis, Centre de photographie de Thessalonique, Thessalonique, Grèce
- "Dream Archive", organisée par Vanessa Touzloukof, Ametron Gallery, Chania, Grèce
- "What changed in the world and what changed in you", Organisé par Sergio Guerrini pour "Artheka 32", Associazione Culturale di Arti Visive, Lido di Ostia, Italie
- "I Convocatoria", MIDECIANT, Centre d'innovation en art et nouvelles technologies, Musée international d'électrographie, Université de Castilla-La Mancha, Cuenca, Espagne
- "Queen or King", organisé par Roberto Scala, "Garage Gallery Scala", Milan, Italie
- "New Features in Queer Photography", organisé par Aaron D. Holloway, "Pride Art Gallery", Berlin, Allemagne[39]
- "Moomintroll +Comet: Life at the age of Comets", organisé par Ksenia Nazarov et Olga Yerushalmy, "Abrahams Galery", Tel Aviv
- "Letters from the 100th Year", "Département de la galerie d'enseignement des beaux-arts", Université de Gazi, Ankara, Turquie
- "Parallax Art Fair", Londres, Royaume-Uni

#### 2024
- "Carnations For Freedom". 50e anniversaire de la fin de la dictature au Portugal. Galerie Miguel Benzo. Cordoue, Espagne
- “Imagination 2024”. Exposition d'art contemporain israélien, Bank Hapoalim Art Center, Tel Aviv.

## Curatelle
- 2015. "Même chose que vous". Galerie municipale "Mazeh 9". Tel Aviv[40].
- 2016. "Visages. Portrait israélien en vue classique et moderne". Galerie Mansion House, Tel Aviv.
- 2017. "Non-lieu : danse et mouvement". Galerie centrale d'art contemporain, Tel Aviv[41]
- 2020. "Éros et Thanatos". Galerie "Beam Collective". Jaffa[33].
- 2020. "Organisé par les réseaux sociaux". Galerie "Beam Collective". Jaffa[33].
- 2021. "Comme toi. Prends-en deux". Galerie "Beam Collective". Jaffa[33].
- 2022. " Ansel Adams, Photographies de l'internement japonais-américain à Manzanar ". Galerie "Lumière Irrationnelle", Catane.
- 2024. "Regard résilient : l'Odyssée de Dorothea Lange " . Galerie "Lumière Irrationnelle", Catane.

## Collections
Les œuvres d'Igor Zeiger font partie des collections permanentes du Musée d'art de Haïfa, du Musée des arts d'Ouzbékistan, du Musée d'art de Nukus, du Musée d'art contemporain d'Ouzbékistan à Urgench, de la Bibliothèque municipale de Jérusalem, du Centre d'art Yeiser, du Musée Klostergalerie, Zehdenick ; Musée d'art des Caraïbes, collection d'art du gouvernement de Porto Rico et du Royaume-Uni,.

## Voir également
- Arts visuels en Israël